# Mesostenus obtusus
Mesostenus obtusus là một loài tò vò trong họ Ichneumonidae.